# House of Gold & Bones - Part 1
House of Gold & Bones - Part 1 é quarto álbum de estúdio da banda de hard rock Stone Sour.
Segundo o vocalista, Corey Taylor, o álbum será dividido em duas partes, sendo a primeira lançado em outubro de 2012 e a segunda apenas em 2013.
Segundo o vocalista, cada disco irá conter 12 composições, que juntas contarão uma história. Para ter acessos às letras das canções, os fãs terão que acessar o site oficial da banda. "Assim que decidirmos quem é a companhia que vai trabalhar conosco, poderei também confirmar uma história em quadrinhos do disco. Estamos muito ansiosos em lançar tudo isso. Fiquem atentos", disse.
Taylor ainda falou que "Absolute Zero", "RU486", "A Rumor of Skin" e "Taciturn" são algumas das faixas inclusas em House of Gold and Bones.

## Faixas
| N.º            | Título                                 | Duração |  |
| 1.             | "Gone Sovereign"                       | 4:03    |  |
| 2.             | "Absolute Zero"                        | 3:49    |  |
| 3.             | "A Rumor of Skin"                      | 4:11    |  |
| 4.             | "The Travellers Part 1"                | 2:26    |  |
| 5.             | "Tired"                                | 4:11    |  |
| 6.             | "RU486"                                | 4:22    |  |
| 7.             | "My Name Is Allen"                     | 4:18    |  |
| 8.             | "Taciturn"                             | 5:25    |  |
| 9.             | "Influence Of A Drowsy God"            | 4:29    |  |
| 10.            | "The Travellers Part 2"                | 3:01    |  |
| 11.            | "Last Of The Real"                     | 3:01    |  |
| 12.            | "Gallows Humor (Faixa bônus no Japão)" | 3:30    |  |
| Duração total: | Duração total:                         | 46:46   |  |